# لاسلو چریپی
لاسلو چریپی (مجاری: László Cserépy؛ ۲۹ دسامبر ۱۹۰۷ – ۱ اوت ۱۹۵۶) کارگردان فیلم و فیلم‌نامه‌نویس اهل مجارستان بود.
از فیلم‌هایی که وی در آن‌ها نقش داشته است، می‌توان به اورینت اکسپرس اشاره نمود.